# Brachydesmus latzelii
Brachydesmus latzelii är en mångfotingart som beskrevs av Filippo Silvestri 1894. Brachydesmus latzelii ingår i släktet Brachydesmus och familjen plattdubbelfotingar. Inga underarter finns listade i Catalogue of Life.